# Верхньоянактаєво
Верхньоянакта́єво (рос. Верхнеянактаево, башк. Үрге Янаҡтай) — присілок у складі Балтачевського району Башкортостану, Росія. Входить до складу Верхньоянактаєвської сільської ради.
Населення — 171 особа (2010; 201 у 2002).
Національний склад:
- марійці — 88 %